# إنرارن (أقصري)
إنرارن هي إحدى مشيخات المملكة المغربية، تتبع جغرافيا لعمالة أكادير إدا وتنان وإداريًا لأقصري. يقدر عدد سكانها بـ 496 نسمة حسب الإحصاء الرسمي للسكان والسكنى لسنة 2004.